# Berlinale 2002
La Berlinale 2002, 52e édition du festival international du film de Berlin (52. Internationalen Filmfestspiele Berlin), s'est tenue du 6 au 17 février 2002.

## Jury
- Mira Nair  Inde présidente du jury
- Peter Cowle  Royaume-Uni
- Lucrecia Martel  Argentine
- Claudie Ossard  France
- Oskar Roehler  Allemagne
- Kenneth Turan  États-Unis
- Raoul Peck  Haïti
- Nicoletta Braschi  Italie
- Declan Quinn  États-Unis
- Renata Litvinova  Russie

## Sélections

### Compétition
La sélection officielle en compétition se compose de 23 films.
| Titre                                                | Réalisation            | Pays          | Distribution |
| ---------------------------------------------------- | ---------------------- | ------------- | --- |
| 15 août (Decapendavgoustos)                          | Constantínos Giánnaris | Grèce         | Argyris Xafis, Stathis Papadopoulos, Theodora Tzimou, Costas Kotsianidis                                                                    |
| À l'ombre de la haine (Monster's Ball)               | Marc Forster           | États-Unis    | Billy Bob Thornton, Halle Berry, Heath Ledger, Peter Boyle, Sean Combs                                                                      |
| Amen.                                                | Costa-Gavras           | France        | Ulrich Tukur, Mathieu Kassovitz, Ulrich Mühe, Michel Duchaussoy                                                                             |
| Baader                                               | Christopher Roth       | Allemagne     | Frank Giering, Laura Tonke, Birge Schade, Vadim Glowna                                                                                      |
| Bad Guy (Nappeun namja)                              | Kim Ki-duk             | Corée du Sud  | Jo Jae-hyeon, Seo Won |
| Sous les nuages (Beneath Clouds)                     | Ivan Sen               | Australie     | Dannielle Hall, Damian Pitt, Jenna Lee Connors                                                                                              |
| Bloody Sunday                                        | Paul Greengrass        | Irlande       | James Nesbitt, Allan Gildea, Gerard Crossan, Mary Moulds                                                                                    |
| Bridget                                              | Amos Kollek            | France        | Anna Thomson, David Wike, Lance Reddick |
| La Falaise (Der Felsen)                              | Dominik Graf           | Allemagne     | Antonio Wannek, Karoline Eichhorn |
| La Famille Tenenbaum (The Royal Tenenbaums)          | Wes Anderson           | États-Unis    | Gene Hackman, Anjelica Huston, Ben Stiller, Gwyneth Paltrow, Luke Wilson, Owen Wilson, Danny Glover, Bill Murray, Seymour Cassel            |
| Grill Point (Halbe Treppe)                           | Andreas Dresen         | Allemagne     | Steffi Kühnert, Gabriela Maria Schmeide, Thorsten Merten                                                                                    |
| Heaven (film d'ouverture)                            | Tom Tykwer             | États-Unis    | Cate Blanchett, Giovanni Ribisi |
| Huit Femmes                                          | François Ozon          | France        | Catherine Deneuve, Fanny Ardant, Isabelle Huppert, Ludivine Sagnier, Virginie Ledoyen, Emmanuelle Béart, Danielle Darrieux, Firmine Richard |
| Iris                                                 | Richard Eyre           | Royaume-Uni   | Judi Dench, Jim Broadbent, Kate Winslet, Hugh Bonneville, Penelope Wilton                                                                   |
| Je brûle dans le vent (Brucio nel vento)             | Silvio Soldini         | Italie        | Ivan Franek, Barbora Lukesová, Ctirad Götz, Caroline Baehr                                                                                  |
| KT                                                   | Junji Sakamoto         | Japon         | Choi Il-hwa, Akira Emoto, Kyōko Enami |
| Laissez-passer                                       | Bertrand Tavernier     | France        | Jacques Gamblin, Denis Podalydès, Marie Gillain                                                                                             |
| Lundi matin                                          | Otar Iosseliani        | Italie France | Jacques Bidou, Anne Kravz-Tarnavsky, Narda Blanchet                                                                                         |
| Minor Mishaps (Små ulykker)                          | Annette K. Olesen      | Danemark      | Jørgen Kiil, Maria Rich, Henrik Prif, Jesper Christensen                                                                                    |
| Piedras                                              | Ramón Salazar          | Espagne       | Antonia San Juan, Najwa Nimri, Vicky Peña, Ángela Molina, Monica Cervera                                                                    |
| Kísértések                                           | Zoltán Kamondi         | Hongrie       | Marcell Miklos, Julianna Kovacs |
| Terre Neuve (The Shipping News)                      | Lasse Hallström        | États-Unis    | Kevin Spacey, Julianne Moore, Judi Dench, Cate Blanchett, Rhys Ifans                                                                        |
| Le Voyage de Chihiro (Sen to Chihiro no kamikakushi) | Hayao Miyazaki         | Japon         | (Film d'animation) |

### Hors compétition
6 films sont présentés hors compétition.
- Un homme d'exception (A Beautiful Mind) de Ron Howard
- Gosford Park de Robert Altman
- Une prière pour l'hetman Mazepa (Molitva za getmana Mazepu) de Youri Illienko
- Taking Sides : Le Cas Furtwängler (Taking Side) d'István Szabó
- Viel passiert - Der BAP-Film de Wim Wenders
- Happy Times (Xingfu shiguang) de Zhang Yimou

## Palmarès
- Ours d'or : ex æquo Le Voyage de Chihiro de Hayao Miyazaki et Bloody Sunday de Paul Greengrass
- Ours d'argent (Grand prix du jury) : Grill Point d'Andreas Dresen
- Ours d'argent du meilleur acteur : Jacques Gamblin pour Laissez-passer
- Ours d'argent de la meilleure actrice : Halle Berry pour À l'ombre de la haine (Monster's Ball)
- Ours d'argent du meilleur réalisateur : Otar Iosseliani pour Lundi matin
- Ours d'argent de la meilleure musique de film : Antoine Duhamel pour Laissez-passer
- Ours d'or d'honneur : Robert Altman et Claudia Cardinale
- Caméra de la Berlinale : Costa-Gavras, Volker Hassemer et Horst Wendlandt
- Ours d'argent « pour une contribution artistique exceptionnelle » décerné à l'ensemble de la distribution féminine du film Huit femmes (Fanny Ardant, Emmanuelle Béart, Danielle Darrieux, Catherine Deneuve, Isabelle Huppert, Virginie Ledoyen, Firmine Richard et Ludivine Sagnier)[2].